# Таушинское сельское поселение
Таушинское сельское поселение — муниципальное образование в составе Чернушинского района Пермского края.
Административный центр — село Тауш.
В декабре 2004 года в результате реформы местного самоуправления Законом Пермского края наделено статусом сельского поселения.

## Географические положение
Поселение расположено на юге Чернушинского района.

## История
До 2006 года на территории поселения был Таушинский сельский совет. С 2006 года в результате реформы местного самоуправления образовано Таушинское сельское поселение.

## Население
По данным переписи 2010 года численность населения составила 1220 человек, в том числе 594 мужчины и 626 женщин.
| 2010  | 2012  | 2013  | 2014  | 2015  | 2016  | 2017  |
| ----- | ----- | ----- | ----- | ----- | ----- | ----- |
| 1220  | ↗1258 | ↗1269 | ↗1285 | ↘1282 | ↘1269 | ↘1218 |
| 2018  | 2019  |       |       |       |       |       |
| ↘1209 | ↘1200 |       |       |       |       |       |

## Населённые пункты
| Название        | Тип населённого пункта       | Население, 2010 год | Почтовый индекс | ОКАТО          |
| --------------- | ---------------------------- | ------------------- | --------------- | -------------- |
| Тауш            | Село, административный центр | 891                 | 617 826         | 57 257 843 001 |
| Таныпские Ключи | Деревня                      | 168                 | 617 826         | 57 257 843 007 |
| Верх-Емаш       | Деревня                      | 150                 | 617 826         | 57 257 843 003 |
| Николаевский    | Посёлок                      | 11                  | 617 826         | 57 257 843 005 |

## Объекты социальной сферы
- общеобразовательные учреждения:[13]
  - МОУ «Таушинская средняя общеобразовательная школа»
- дошкольные образовательные учреждения:[14]
  - МДОУ «Таушинский детский сад»
- учреждения здравоохранения:[15]
  - Таушинская амбулатория
- Религия:[16]
  - Свято-Никольский женский монастырь, открытый в 1995 году на базе бывшего пионерского лагеря и Никольского храма в селе Николаевское и включающий:
    - Храм в честь Святителя Николая (Никольский храм) 1860 года;
    - Домовой храм в честь Иверской иконы Божией Матери 1995 года.

## Известные уроженцы
- Иванов, Степан Гаврилович — Герой Советского Союза.
- Зеленин, Владимир Михайлович — доктор сельскохозяйственных наук, профессор, депутат государственной думы РФ.